# فالي ريلوي ستيشن (ويلز)
فالي ريلوي ستيشن (بالإنجليزية: Valley railway station)‏ هي محطة سكة حديد تقع في المملكة المتحدة في .